# Saison 2015-2016 du FC Nantes
Maillots
Chronologie
Saison précédente Saison suivante
La saison 2015-2016 du FC Nantes est la 73e saison de l'histoire du club nantais. Le club est engagé dans trois compétitions : la Ligue 1 (48e participation), la Coupe de France (73e participation) et la Coupe de la Ligue (22e participation).

## Résumé de la saison

### Pré-saison
| J.                                | Rencontre          | Rencontre | Rencontre        | Place |
| --------------------------------- | ------------------ | --------- | ---------------- | ----- |
| A                                 | Bourg-en-Bresse P. | 1-1       | FC Nantes        | -     |
| A                                 | FC Nantes          | 2-0       | AS Saint-Étienne | -     |
| A                                 | KRC Genk           | 1-0       | FC Nantes        | -     |
| A                                 | FC Nantes          | 4-1       | FC Lorient       | -     |
| A                                 | FC Nantes          | 0-0       | AFC Bournemouth  | -     |
| A                                 | Luçon VF           | 0-2       | FC Nantes        | -     |
| A                                 | FC Nantes          | 1-1       | CS Marítimo      | -     |
| Légende : ( ) = nombre de points. |                    |           |                  |       |

- 5 juin 2015: feu vert de la DNCG.
- 18 juin: calendrier de L1 dévoilé par la LFP.
- 26 juin: reprise de l'entraînement.
- 5 au 12 juillet: stage de préparation à Annecy.
- 8 août: 1er match de L1.

24 joueurs du FC Nantes, dont les recrues Adrien Thomasson, Wilfried Moimbé et Adryan, reprennent l'entraînement au centre de La Jonelière le vendredi 26 juin 2015. Deux joueurs sont excusés: Alejandro Bedoya qui prépare la Gold Cup avec sa sélection des États-Unis, et le Vénézuélien Oswaldo Vizcarrondo à qui le staff a accordé du repos supplémentaire en raison de sa participation à la Copa America au cours de laquelle son équipe est éliminée le 21 juin. Papy Djilobodji, en conflit avec le club qui ne veut pas le transférer sans recevoir une substantielle indemnité, sèche ce premier entraînement. Le groupe quitte ensuite Nantes quelques jours plus tard pour suivre le traditionnel stage de préparation qui se tient invariablement à Annecy. 
Les Nantais y restent du 5 au 12 juillet, l'occasion pour eux de disputer une première rencontre amicale contre Bourg-Péronnas, fraîchement promu en Ligue 2 pour la saison à venir. Celle-ci se solde par un nul (1-1). Le match suivant qui devait se tenir le 15 juillet à Ancenis contre les voisins du Angers SCO est annulé car les deux équipes sont amenées à s'affronter en L1 un mois plus tard seulement. À la place, les Nantais se mesureront victorieusement à l'AS Saint-Étienne (2-0), à Vannes, grâce aux buteurs Iloki et Bammou. Les Canaris s'envole ensuite pour Genk (Belgique) ou l'équipe locale leur inflige le 19 juillet ce qui restera l'unique défaite des joueurs de Michel Der Zakarian en 7 matchs de préparation (0-1). Les joueurs reviennent ensuite en Pays de la Loire pour achever leur pré-saison par 4 rencontres: 4-1 contre Lorient (22 juillet), 0-0 contre Bournemouth (25 juillet), 2-0 contre Luçon (29 juillet), 1-1 contre le Marítimo Funchal (2 août).

### Phase aller
Août 2015
| J.                                | Rencontre        | Rencontre | Rencontre      | Place  |
| --------------------------------- | ---------------- | --------- | -------------- | ------ |
| 1                                 | FC Nantes        | 1-0       | EA Guingamp    | 7e (3) |
| 2                                 | Angers SCO       | 0-0       | FC Nantes      | 8e (4) |
| 3                                 | FC Nantes        | 1-0       | Stade de Reims | 4e (7) |
| 4                                 | Gir. de Bordeaux | 2-0       | FC Nantes      | 8e (7) |
| Légende : ( ) = nombre de points. |                  |           |                |        |

La saison du FC Nantes démarre le 8 août à 20h par un match de Ligue 1 contre les rivaux bretons de l'EA Guingamp. À cette occasion et en raison des nombreux départs au sein de l'effectif, seuls 4 (Riou, Veigneau, Deaux, Bammou) des joueurs composant l'équipe-type des Jaunes et Verts la saison précédente sont présents sur la pelouse au coup d'envoi. Finalement les Canaris s'imposent sur le fil à la faveur d'un centre d'Audel détourné dans ces propres filets par le défenseur guingampais Sorbon à la 89e minute d'un match jugé « sans relief » au cours de laquelle l'équipe rendit une « prestation poussive » selon de nombreux observateurs.
Le samedi soir suivant (15 août), Nantes effectue un court déplacement à Angers pour y défier le SCO, surprenant leader grâce à sa victoire par 2 buts à 0 à le Montpellier lors de la première journée. Près d'un milliers de supporters jaunes et verts effectue les 90 km entre les deux métropoles ligériennes tandis que les le stade Jean-Bouin fait le plein (15 969 entrées payantes) pour le premier derby du SCO et du FCN à ce niveau depuis la saison 1993-1994. Au terme d'un match haché (4 cartons jaunes pour Nantes, 3 pour Angers) et pauvre en occasion, et malgré une bonne ambiance en tribunes de la part des supporters locaux et visiteurs, le match reste très fermé et le FC Nantes ne repart logiquement qu'avec un point de la pelouse du promu angevin. À signaler qu'aucun attaquant canari n'a encore ouvert son compteur de buts depuis l'ouverture de la saison.
Le FCN reçoit le Stade de Reims pour le compte de la 3e journée de Ligue 1 (22 août). Transféré à un club turc quelques jours plus tôt mais présent à La Beaujoire pour soutenir ses désormais ex-coéquipiers, le latéral gauche Olivier Veigneau, 121 matchs de championnat disputés en 5 ans pour le FCN au compteur, reçoit un vibrant hommage de la part de la Tribune Loire qui scande une dernière fois son nom.Côté terrain, c'est son remplaçant l'Albanais Lenjani, prêté par Rennes avec option d'achat, qui s'avère décisif: pour son premier match avec Nantes il marque lors de ce qui est son premier tir en Ligue 1. Une fois de plus il aura fallu attendre la fin de match pour voir les coéquipiers de Rémy Riou prendre l'avantage puisque l'ouverture du score n'intervient qu'à la 76e minute du temps règlementaire. Néanmoins l'équipe a démontré une solide assise défensive tout au long du match, ce qui vaut par ailleurs à Koffi Djidji d'être créditer d'une note de 7/10 par France Football et de figurer dans l'équipe-type de la journée sélectionnée par le même hebdomadaire sportif.
Le déplacement à Bordeaux pour le compte de la 4e journée de Ligue 1 (30 août) s'annonce mal pour des raisons extra-sportives. La préfecture girondine, sourde aux appels du club nantais concernant les consignes de déplacement à donner à ses supporters, ne se manifeste que quelques jours avant le match, qui plus est en infligeant des mesures sévères: parcage visiteur de 2 000 places ramené à 500, escorte policière, déplacements individuels interdits à toutes personnes se prévalant de la qualité de supporters nantais et/ou l'affichant, etc. Esseulés en Aquitaine, les Canaris perdent totalement le fil du match, et, de l'aveu même de leur coach, « Bordeaux a été plus fort que nous dans tous les domaines, on a pris une leçon sur ce match ». Acculé en défense, Nantes concède l'ouverture du score à la 45e+3. Les Girondins profitent ensuite de l'exclusion de Lenjani à la 51e minute pour accroître leur pression et inscrire le but du 2-0 à la 87e.
Septembre 2015
| J.                                | Rencontre        | Rencontre | Rencontre        | Place    |
| --------------------------------- | ---------------- | --------- | ---------------- | -------- |
| A                                 | Stade brestois   | 2-0       | FC Nantes        | -        |
| 5                                 | FC Nantes        | 0-2       | Stade rennais FC | 10e (7)  |
| 6                                 | AS Saint-Étienne | 2-0       | FC Nantes        | 16e (7)  |
| 8                                 | FC Nantes        | 1-4       | Paris SG         | 17e (7)  |
| 7                                 | Lille OSC        | 0-1       | FC Nantes        | 14e (10) |
| Légende : ( ) = nombre de points. |                  |           |                  |          |

Lors de la trêve international du début du mois de septembre, de nombreux joueurs partent jouer sous les couleurs de leur pays: Bammou (Maroc), Bedoya (États-Unis), Cana et Lenjani (Albanie), Sigþórsson (Islande), B. Touré (Mali) et Vizcarrondo (Venezuela). Les plus jeunes ne sont pas en reste puisque si Dubois répond à sa première convocation en équipe de France espoirs, le gardien de but Braat, le défenseur Kwateng et le milieu Bouriaud répondent présent à l'appel du sélectionneur des -19 ans qui participent à une tournée amicale en Serbie du 2 au 8 septembre.
Cette pause donne l'occasion aux Jaunes et Verts de livrer un match amical à Theix contre le Stade brestois le 4 du même mois. Outre les internationaux cités ci-dessus, sont absents Moimbé et Adryan, en soin. Le staff décide également de ménager Riou. C'est donc une équipe complétée par de nombreux éléments de l'équipe réserve dans chaque compartiment de jeu qui s'incline (0-2).
Le dimanche 13 septembre, le FCN revient à la compétition à l'occasion de la 5e journée de L1. Il s'agit de la réception du rival rennais, officieusement « champion de Bretagne » la saison précédente, et qui, en cas de victoire à La Beaujoire, pourraient devenir le dauphin du PSG en Ligue 1. Les Canaris résistent en première mi-temps, mais Adryan est exclu du jeu à cause d'un tacle jugé appuyé par l'arbitre (52e). L'homme-fort SRFC, Paul-Georges Ntep, profite de la supériorité numérique de son équipe 1/4 d'heure plus tard. Peu après, c'est au tour de Kolbeinn Sigthórsson d'être exclu après un geste d'humeur démontrant son impuissance. Réduits à 9, les Nantais concèdent un 2e but de Giovanni Sio qui scelle l'issue du match.

Alors que la venue du Paris Saint-Germain FC et de ses superstars pour le compte de la 8e journée de Ligue 1 suscite une crainte légitime parmi les supporters nantais, les Canaris commencent le match de la meilleure des façons. En effet, 2 des 5 joueurs formés à La Jonelière présents dans le 11 de départ sont à l'origine du but des Jaunes et Verts: Valentin Rongier sert parfaitement Yacine Bammou qui reprend de la tête pour crucifier le portier adverse, Kevin Trapp (11e). Les Nantais tiennent une équipe parisienne quelque peu remaniée, en raison d'un calendrier chargé, hors de la zone de danger durant la première mi-temps. Cependant à la mi-temps, le président du club de la capitale, Nasser Al-Khelaïfi descend dans le vestiaire de ses joueurs afin de les remobiliser. En seconde mi-temps, les Nantais auparavant très incisifs dans leur jeu sont acculés en défense. Ils concède le score dès la 48e par Ibrahimović. En fin de match, le PSG concrétise enfin sa domination grâce à Cavani (73e), Di María (80e) et Aurier (90+1e) pour signer sa plus large victoire en ce début de saison (1-4).
Octobre 2015
| J.                                | Rencontre          | Rencontre | Rencontre    | Place    |
| --------------------------------- | ------------------ | --------- | ------------ | -------- |
| 10                                | FC Nantes          | 3-0       | ES Troyes AC | 12e (13) |
| 11                                | SM Caen            | 0-2       | FC Nantes    | 10e (16) |
| CdL                               | Bourg-en-Bresse P. | 3-2 (ap)  | FC Nantes    | 1/16e    |
| Légende : ( ) = nombre de points. |                    |           |              |          |

Novembre 2015
| J.                                | Rencontre       | Rencontre | Rencontre       | Place    |
| --------------------------------- | --------------- | --------- | --------------- | -------- |
| 12                                | FC Nantes       | 0-1       | O. de Marseille | 10e (16) |
| 9                                 | OGC Nice        | 1-2       | FC Nantes       | 7e (19)  |
| 13                                | Montpellier HSC | 2-1       | FC Nantes       | 10e (19) |
| 14                                | AS Monaco FC    | 1-0       | FC Nantes       | 11e (19) |
| 15                                | FC Nantes       | 0-0       | SC Bastia       | 10e (20) |
| Légende : ( ) = nombre de points. |                 |           |                 |          |

Décembre 2015
| J.                                | Rencontre   | Rencontre | Rencontre          | Place    |
| --------------------------------- | ----------- | --------- | ------------------ | -------- |
| 16                                | FC Nantes   | 0-0       | Olympique lyonnais | 11e (21) |
| 17                                | GFC Ajaccio | 1-1       | FC Nantes          | 11e (22) |
| 18                                | FC Nantes   | 1-1       | Toulouse FC        | 12e (23) |
| 19                                | FC Lorient  | 0-0       | FC Nantes          | 13e (24) |
| Légende : ( ) = nombre de points. |             |           |                    |          |

### Phase retour
Janvier 2016
| J.                                | Rencontre          | Rencontre | Rencontre        | Place    |
| --------------------------------- | ------------------ | --------- | ---------------- | -------- |
| CdF                               | Le Blanc-Mesnil SF | 0-2       | FC Nantes        | 1/32e    |
| 20                                | FC Nantes          | 2-1       | AS Saint-Étienne | 10e (27) |
| 21                                | EA Guingamp        | 2-2       | FC Nantes        | 11e (28) |
| CdF                               | FC Mantois 78      | 0-1 (ap)  | FC Nantes        | 1/16e    |
| 22                                | FC Nantes          | 2-2       | Gir. de Bordeaux | 11e (29) |
| 23                                | ES Troyes AC       | 0-1       | FC Nantes        | 9e (32)  |
| Légende : ( ) = nombre de points. |                    |           |                  |          |

Février 2016
| J.                                | Rencontre        | Rencontre | Rencontre    | Place   |
| --------------------------------- | ---------------- | --------- | ------------ | ------- |
| 24                                | FC Nantes        | 3-1       | GFC Ajaccio  | 7e (35) |
| 25                                | Toulouse FC      | 0-0       | FC Nantes    | 7e (36) |
| CdF                               | Gir. de Bordeaux | 3-4 (ap)  | FC Nantes    | 1/8e    |
| 26                                | FC Nantes        | 2-1       | FC Lorient   | 6e (39) |
| 28                                | FC Nantes        | 0-0       | AS Monaco FC | 8e (40) |
| Légende : ( ) = nombre de points. |                  |           |              |         |

Mars 2016
| J.                                | Rencontre              | Rencontre | Rencontre  | Place   |
| --------------------------------- | ---------------------- | --------- | ---------- | ------- |
| CdF                               | FC Sochaux-Montbéliard | 3-2 (ap)  | FC Nantes  | 1/4     |
| 29                                | Stade rennais FC       | 4-1       | FC Nantes  | 8e (40) |
| 27                                | SC Bastia              | 0-0       | FC Nantes  | 8e (41) |
| 30                                | FC Nantes              | 2-0       | Angers SCO | 6e (44) |
| 31                                | Olympique lyonnais     | 2-0       | FC Nantes  | 8e (44) |
| Légende : ( ) = nombre de points. |                        |           |            |         |

Avril 2016
| J.                                | Rencontre       | Rencontre | Rencontre       | Place    |
| --------------------------------- | --------------- | --------- | --------------- | -------- |
| 32                                | FC Nantes       | 0-3       | Lille OSC       | 10e (44) |
| 33                                | Stade de Reims  | 2-1       | FC Nantes       | 10e (44) |
| 34                                | FC Nantes       | 0-2       | Montpellier HSC | 10e (44) |
| 35                                | O. de Marseille | 1-1       | FC Nantes       | 10e (45) |
| 36                                | FC Nantes       | 1-0       | OGC Nice        | 9e (48)  |
| Légende : ( ) = nombre de points. |                 |           |                 |          |

Mai 2016
| J.                                | Rencontre | Rencontre | Rencontre | Place    |
| --------------------------------- | --------- | --------- | --------- | -------- |
| 37                                | FC Nantes | 1-2       | SM Caen   | 12e (48) |
| 38                                | Paris SG  | 4-0       | FC Nantes | 14e (48) |
| Légende : ( ) = nombre de points. |           |           |           |          |

## Effectif et encadrement

### Transferts

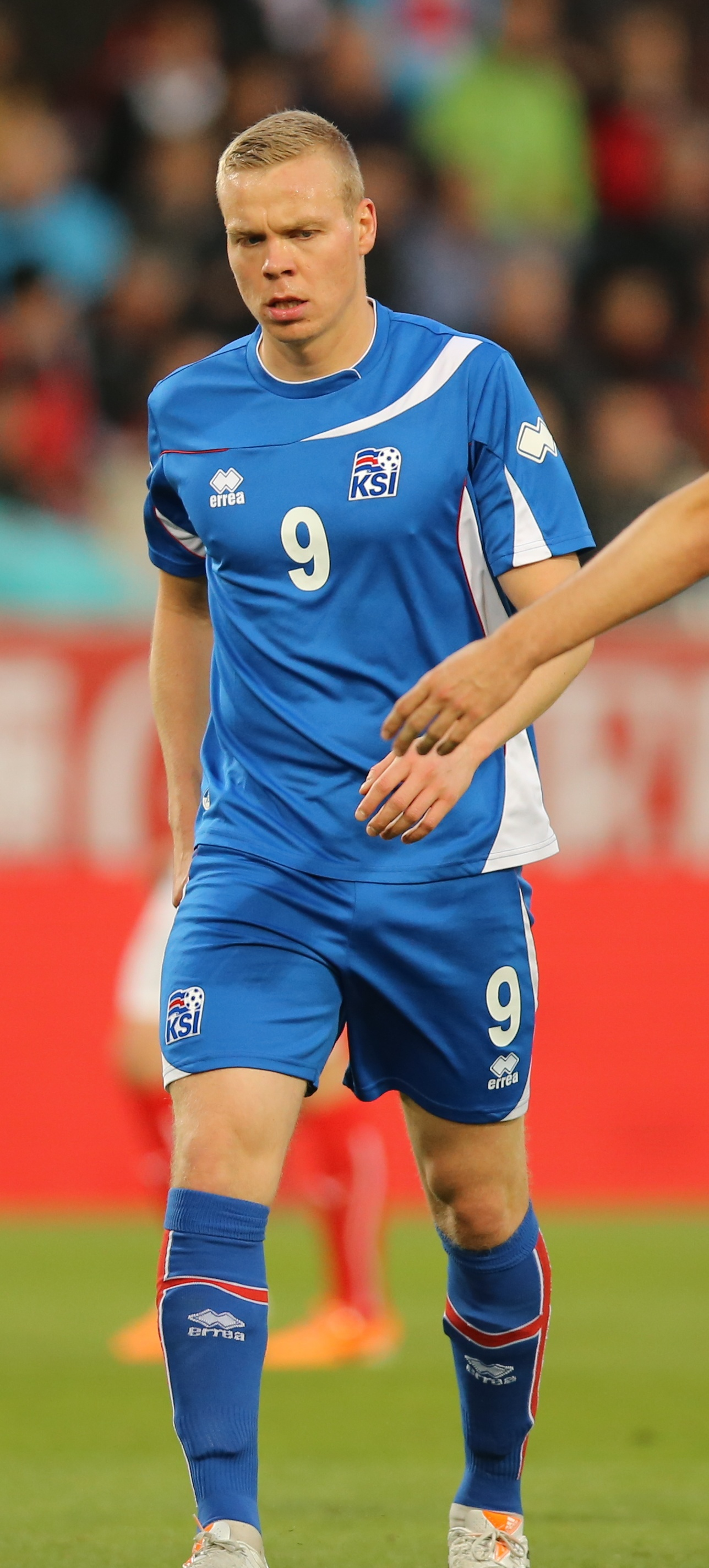
L'international islandais Kolbeinn Sigþórsson vient renforcer la pire attaque de Ligue 1.

Le mercato d'été 2015 voit la fin de l'interdiction faite au FC Nantes de réaliser des transferts de joueurs.
Les premiers à rejoindre les bords de l'Erdre sont les joueurs prêtés lors du précédent exercice. On assiste ainsi aux retours des trois milieux Abdoulaye Touré (Le Poiré-sur-Vie VF) et Birama Touré (Stade brestois 29), Amine Oudrihri (AC Arles-Avignon). Ce dernier est par ailleurs de nouveaux prêté à partir du 28 août 2015, cette fois-ci à Sedan (National)
Les deux premiers transferts de la saison concernent d’abord le jeune espoir d'Évian TG, Adrien Thomasson qui vient renforcer le milieu de terrain des Canaris, puis le brestois Wilfried Moimbé pour le secteur défensif.
De nombreuses rumeurs évoquent les arrivées imminentes de joueurs à Nantes. Cela commence avec le transfert avorté du milieu de terrain danois d'Aalborg, Nicolaj Thomsen. Alors que les Canaris étaient prêts à débourser 2M d'€ pour son acquisition, sa visite médicale révèle une quasi-cécité du joueur à l'œil gauche, ce qui pousse le FCN à faire machine arrière. Le second échec concerne un autre Danois, Lasse Nielsen, qui évolue en défense centrale au NEC Nimègue (Pays-Bas). Alors que le dossier semblait très proche d'un accord, La Gantoise, club avec lequel il fut champion de Belgique lors de son prêt la saison précédent, décide finalement de lever son option d’achat.

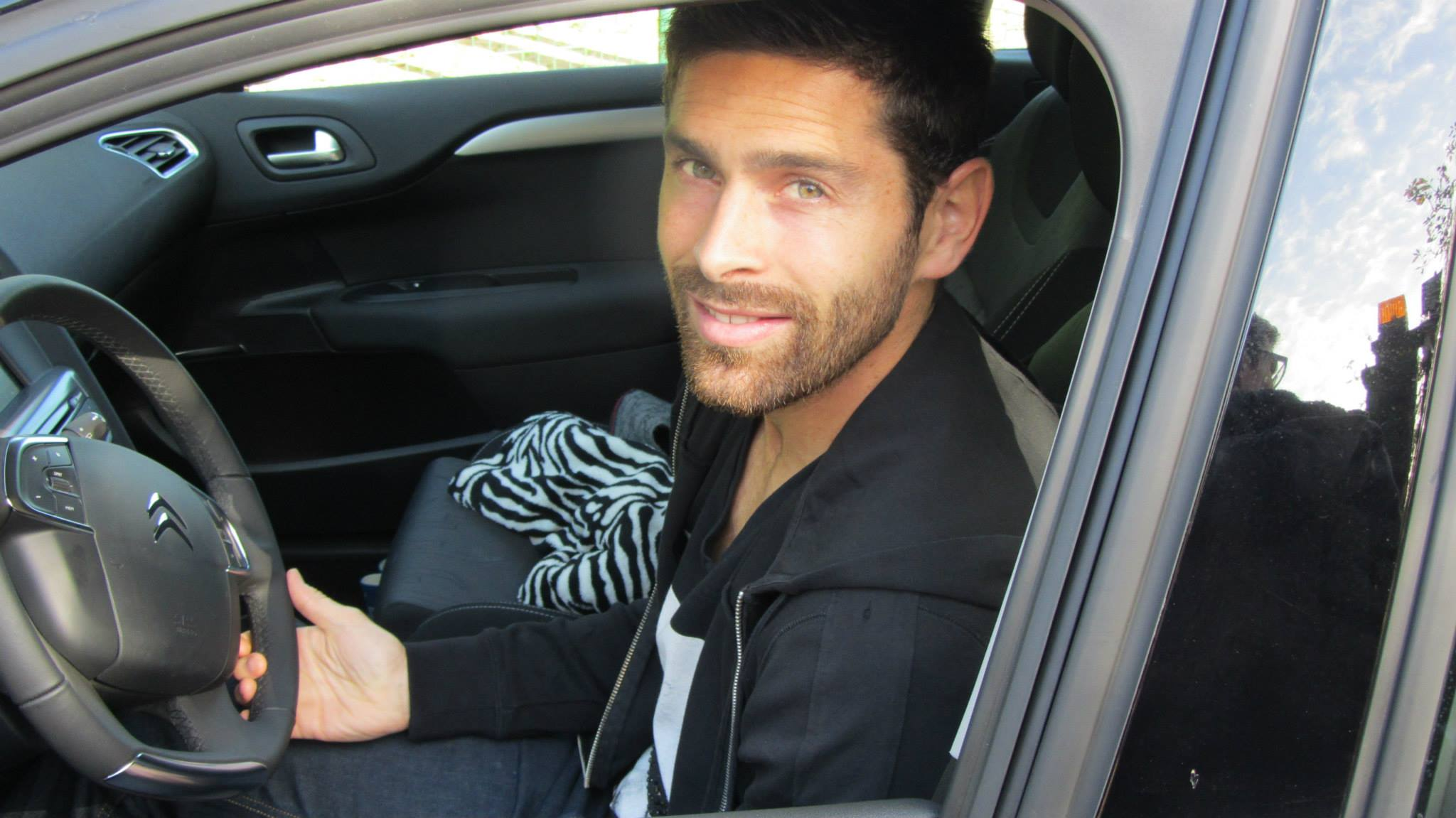
Capitaine du FC Nantes, Olivier Veigneau quitte la Maison Jaune après 5 ans de bons et loyaux services.

Le nom du jeune milieu de terrain brésilien de Flamengo Adryan revient également régulièrement, annoncé sous la forme d’un troisième prêt après ses expériences peu fructueuses à Cagliari puis à Leeds United. Le 12 juin, Waldemar Kita déclare aux journalistes avoir trouvé un accord avec cet « élément capable d’un peu de folie » et son agent pour un prêt avec option d'achat de 3M d'€, n'attendant que la réponse de Flamengo,. Le prêt est finalement officialisé le 25 juin, quelques heures avant la reprise de l'entrainement.
Enfin, plusieurs noms sont aussi évoqués dans le recrutement d’un nouveau buteur : l’argentin Gustavo Bou du Racing Club, le nigérian Patrick Eze Friday du  FK Mladost Lučani, le camerounais Justin Mengolo de l’Universitatea Cluj, l’islandais Kolbeinn Sigthorsson de l’Ajax Amsterdam ou encore les français Jimmy Briand en fin de contrat avec Hanovre 96, Valère Germain de l' AS Monaco  et Jean-Christophe Bahebeck du  PSG.
Côté départs, le défenseur international danois Kian Hansen, qui ne s'est jamais tout à fait acclimaté, regagne son pays natal à peine la saison terminée.
Partent également 4 joueurs qui n'ont pas vu leurs contrats prolongés : l'international togolais Serge Gakpé (qui avait donné son accord verbal au Genoa en cours de saison), les deux gardiens Nassim Badri et Erwin Zelazny (barrés par les prolongations de contrat de Rémy Riou et Maxime Dupé) et Vincent Bessat avec qui la direction du club n’est pas parvenue à trouver un accord pour sa prolongation de contrat.
Le Stade Malherbe annonce la signature de Bessat le 10 juin, suivie de celle de Chaker Alhadhur 5 jours plus tard. Entre-temps, le FC Nantes, l'Olympique de Marseille et Georges-Kévin N'Koudou avaient également trouvé un accord pour le transfert de ce dernier vers la cité phocéenne.
Autres arrivées:
- 1er juillet: Wilfried Moimbé
- 2 juillet: Kolbeinn Sigþórsson
- 20 juillet: Emiliano Sala

- 17 août: Ermir Lenjani
- 31 août: Youssouf Sabaly, Lorik Cana

Autres départs:
- 1er juillet: Serge Gakpé
- 20 juillet: Issa Cissokho

- 31 juillet: Olivier Veigneau

- 17 août: Olivier Veigneau

- 1er septembre: Papy Djilobodji

| Nom                    | Nationalité | Poste     | Transfert                | Provenance/Destination   | Division       | Référence |
| ---------------------- | ----------- | --------- | ------------------------ | ------------------------ | -------------- | --------- |
| Arrivées               |             |           |                          |                          |                |           |
| Lorik Cana             | Albanie     | Défenseur | Transfert                | SS Lazio                 | Serie A        | Référence |
| Ermir Lenjani          | Albanie     | Défenseur | Prêt avec option d'achat | Stade rennais FC         | Ligue 1        | Référence |
| Wilfried Moimbé        | France      | Défenseur | Fin de contrat           | Stade brestois 29        | Ligue 2        | Référence |
| Youssouf Sabaly        | France      | Défenseur | Prêt sans option d'achat | Paris Saint-Germain FC   | Ligue 1        | Référence |
| Adryan                 | Brésil      | Milieu    | Prêt avec option d'achat | CR Flamengo              | Brasileirão    | Référence |
| Amine Oudrhiri         | France      | Milieu    | Fin de prêt              | AC Arles-Avignon         | Ligue 2        | -         |
| Adrien Thomasson       | France      | Milieu    | Transfert (0,8 M€)       | Évian TG FC              | Ligue 1        | Référence |
| Abdoulaye Touré        | France      | Milieu    | Fin de prêt              | Le Poiré-sur-Vie VF      | National       | -         |
| Birama Touré           | Mali        | Milieu    | Fin de prêt              | Stade brestois 29        | Ligue 2        | -         |
| Emiliano Sala          | Argentine   | Attaquant | Transfert (1 M€)         | FC Girondins de Bordeaux | Ligue 1        | Référence |
| Kolbeinn Sigthórsson   | Islande     | Attaquant | Transfert (3 M€)         | Ajax Amsterdam           | Eredivisie     | Référence |
| Départs                |             |           |                          |                          |                |           |
| Nassim Badri           | France      | Gardien   | Fin de contrat           | -                        | -              | -         |
| Erwin Zelazny          | France      | Gardien   | Fin de contrat           | Rodez AF                 | CFA            | Référence |
| Chaker Alhadhur        | France      | Défenseur | Transfert (0,05 M€)      | SM Caen                  | Ligue 1        | Référence |
| Issa Cissokho          | Sénégal     | Défenseur | Transfert (0,5 M€)       | Genoa CFC                | Serie A        | Référence |
| Papy Djilobodji        | Sénégal     | Défenseur | Transfert (3,5 M€)       | Chelsea FC               | Premier League | Référence |
| Kian Hansen            | Danemark    | Défenseur | Transfert (1,5 M€)       | FC Midtjylland           | Superligaen    | Référence |
| Olivier Veigneau       | France      | Défenseur | Contrat résilié          | Kasımpaşa SK             | Süper Lig      | Référence |
| Vincent Bessat         | France      | Milieu    | Fin de contrat           | SM Caen                  | Ligue 1        | Référence |
| Georges-Kévin N'Koudou | France      | Milieu    | Transfert (1,5 M€)       | Olympique de Marseille   | Ligue 1        | Référence |
| Amine Oudrhiri         | France      | Milieu    | Prêt                     | CS Sedan-Ardennes        | National       | Référence |
| Jordan Veretout        | France      | Milieu    | Transfert (10 M€)        | Aston Villa FC           | Premier League | Référence |
| Serge Gakpé            | Togo        | Attaquant | Fin de contrat           | Genoa CFC                | Serie A        | Référence |

| Nom      | Nationalité | Poste | Transfert | Provenance/Destination | Division | Référence |
| -------- | ----------- | ----- | --------- | ---------------------- | -------- | --------- |
| Arrivées |             |       |           |                        |          |           |
| Départs  |             |       |           |                        |          |           |

| Nom                   | Nationalité | Poste     | Transfert   | Provenance/Destination | Division             | Référence |
| --------------------- | ----------- | --------- | ----------- | ---------------------- | -------------------- | --------- |
| Arrivées              |             |           |             |                        |                      |           |
| Guillaume Gillet      | Belgique    | Milieu    | Transfert   | RSC Anderlecht         | Jupiler Pro League   | Référence |
| Fernando Aristeguieta | Venezuela   | Attaquant | Fin de prêt | Philadelphia Union     | Major League Soccer  | Référence |
| Départs               |             |           |             |                        |                      |           |
| Lucas Deaux           | France      | Milieu    | Transfert   | KAA La Gantoise        | Jupiler Pro League   | Référence |
| Fernando Aristeguieta | Venezuela   | Attaquant | Prêt        | Red Star FC            | Ligue 2              | Référence |
| Ismaël Bangoura       | Guinée      | Attaquant | Transfert   | Al-Raed                | Saudi Premier League | Référence |

### Encadrement technique
Michel Der Zakarian est pour la quatrième saison consécutive l'entraîneur du FC Nantes. Ancien joueur du FCN et du Montpellier, il a rejoint le club ligérien en 2006 pour gérer les joueurs sur le départ et devient, en octobre de la même année, entraîneur-adjoint de Georges Eo qui vient tout juste de remplacer Serge Le Dizet. Le 12 février 2007, Michel Der Zakarian devient coentraîneur du club avec Japhet N'Doram, directeur sportif du club. Malgré la relégation du club en Ligue 2, les dirigeants Rudi Roussillon puis Luc Dayan lui font confiance pour continuer à entraîner le FC Nantes.

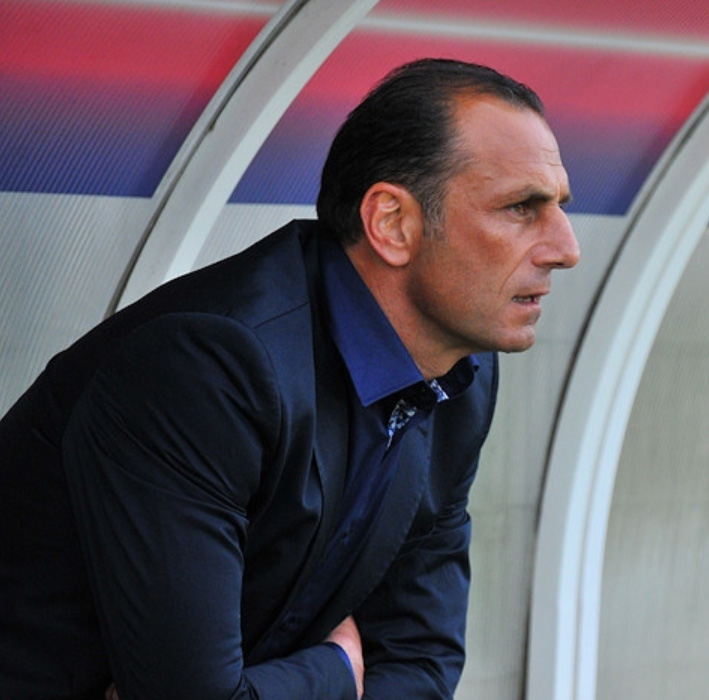
Michel Der Zakarian entame sa quatrième saison d'affilée chez les Jaunes et Verts.

 Lors du changement de propriétaire du club, Waldemar Kita envisage un moment de le remplacer avant de se raviser. Le club remonte en Ligue 1, le FC Nantes terminant second de Ligue 2. Il est remercié le 26 août 2008, après seulement trois journées de championnat, à la suite de désaccords avec son président. En juin 2009 il rejoint le Clermont Foot (L2) où il succède à Didier Ollé-Nicolle. Là-bas, il y réussit des prouesses, compte tenu du peu de moyens mis à sa disposition, en achevant consécutivement ses trois exercices passés en Auvergne sur de belle 6e, 7e et 5e places de 2009-2010 à 2011-2012. Michel Der Zakarian retrouve à nouveau le FC Nantes, le 1er juin 2012 en remplacement de Landry Chauvin.
Le reste du staff technique est inchangé par rapport à l'année dernière. Bruno Baronchelli, ex-gloire de l'attaque nantaise dans les années 1970-1980 a rejoint les Canaris au poste d'entraîneur-adjoint dès la saison 2011-2012 après avoir exercé les mêmes fonction depuis 1990 dans divers clubs et sélections. Le second adjoint de Michel Der Zakarian est Loïc Amisse, au club depuis ses débuts en tant que joueur (hormis une pige de 1 ans du côté du Angers SCO en fin de carrière), ce Nantais de naissance a poursuivi une carrière de dirigeant en prenant les rênes de l'équipe réserve en cours de saison 2002-2003. Dès l'année suivante il est nommé entraîneur de l'équipe fanion mais est limogé pour résultats insuffisants. Il ne revient au club qu'en 2010, pour entraîner la réserve, poste qu'il cèdera à l'été 2014 pour venir épauler Michel Der Zakarian.
Willy Grondin en tant qu'entraîneur des gardiens, Stéphane Wiertelak et Julien Le Pape en tant que préparateur physique sont toujours à leurs postes, et entament eux aussi une nouvelle saison sur les bords de l'Erdre.
Le staff médical est toujours composé d'autant de membres. Les médecins Georges Riaud et Marc Dauty entament respectivement leurs 2e et e saisons au club.
Waldemar Kita reste à son poste de président.

## Matchs de la saison

### Matchs amicaux
Les joueurs professionnels du FC Nantes reprennent le chemin de l'entraînement le lundi 26 juin 2015. Ils effectuent un stage de préparation du 5 juillet au 12 juillet à Annecy, en Haute-Savoie, avant d'entamer une série de 7 matchs de préparation contre des adversaires de différents niveaux et nationalités.

### Matchs officiels de la saison
Le club est engagé dans trois compétitions : la Ligue 1 (48e participation), la Coupe de France (73e participation) et la Coupe de la Ligue (22e participation).
- La Ligue 1 2015-2016 est la soixante-dix-septième édition du championnat de France de football et la treizième sous l'appellation « Ligue 1 ». La division oppose vingt clubs en une série de trente-huit rencontres. Les meilleurs de ce championnat se qualifient pour les coupes d'Europe que sont la Ligue des champions (le podium) et la Ligue Europa (le quatrième et les vainqueurs des coupes nationales). Le FC Nantes participe à cette compétition pour la quarante-huitième fois de son histoire.

- La Coupe de France 2015-2016 est la 98e édition de la coupe de France, une compétition à élimination directe mettant aux prises tous les clubs de football amateurs et professionnels à travers la France métropolitaine et les DOM-TOM. Elle est organisée par la FFF et ses ligues régionales. Le FC Nantes entre en lice en 32e de finale, en janvier 2016.

- La Coupe de la Ligue 2015-2016 est la 22e édition de la Coupe de la Ligue, compétition à élimination directe organisée par la Ligue de football professionnel (LFP) depuis 1994, qui rassemble uniquement les clubs professionnels de Ligue 1, Ligue 2 et National. Le FC Nantes entre en lice en 16e de finale, octobre 2015.

## Statistiques

### Statistiques collectives
| Compétition       | Débute au tour | Termine        | Matches joués | Gagnés | Nuls | Perdus | Buts pour | Buts contre | Différence | Cartons jaunes | Cartons rouges |
| ----------------- | -------------- | -------------- | ------------- | ------ | ---- | ------ | --------- | ----------- | ---------- | -------------- | -------------- |
| Ligue 1           | -              | -              | 38            | 12     | 12   | 14     | 33        | 44          | -11        | 81             | 5              |
| Coupe de France   | 1/32 de finale | 1/4 de finale  | 4             | 3      | 0    | 1      | 9         | 6           | +3         | 8              | 0              |
| Coupe de la Ligue | 1/16 de finale | 1/16 de finale | 1             | 0      | 0    | 1      | 2         | 3           | -1         | 2              | 1              |
| Total             | -              | -              | 43            | 15     | 12   | 16     | 44        | 53          | -9         | 91             | 6              |

### Équipe type
| Riou (c) Sabaly Vizcarrondo Djidji Lenjani Bammou B. Touré Gillet Audel Thomasson Sala |
| Équipe type du FC Nantes lors de la saison 2015-2016.                                  |
| Riou (c) Sabaly Vizcarrondo Djidji Lenjani Bammou B. Touré Gillet Audel Thomasson Sala |

| no | Joueur              | Nat. | Poste             | MJ | Doublure             | MJ |
| -- | ------------------- | ---- | ----------------- | -- | -------------------- | -- |
| 1  | Rémy Riou           |      | Gardien de but    | 31 | Maxime Dupé          | 7  |
| 14 | Youssouf Sabaly     |      | Latéral droit     | 28 | Léo Dubois           | 24 |
| 4  | Oswaldo Vizcarrondo |      | Défenseur central | 30 | Lorik Cana           | 21 |
| 26 | Koffi Djidji        |      | Défenseur central | 22 | Lorik Cana           | 21 |
| 3  | Ermir Lenjani       |      | Latéral gauche    | 21 | Wilfried Moimbé      | 15 |
| 12 | Birama Touré        |      | Milieu défensif   | 23 | Rémi Gomis           | 17 |
| 27 | Guillaume Gillet    |      | Milieu défensif   | 19 | Lucas Deaux          | 16 |
| 8  | Adrien Thomasson    |      | Ailier droit      | 34 | Jules Iloki          | 21 |
| 10 | Yacine Bammou       |      | Milieu offensif   | 32 | Alejandro Bedoya     | 28 |
| 21 | Johan Audel         |      | Ailier gauche     | 29 | Adryan               | 26 |
| 22 | Emiliano Sala       |      | Attaquant         | 31 | Kolbeinn Sigthórsson | 26 |

## Business Club FC Nantes
- Club Entreprises du FC Nantes Site officiel

- Partenaires principaux
  - Anvolia
  - Synergie
  - Umbro

- Partenaires officiels
  - Etixx
  - Nantes Métropole
  - Orange
  - Proginov
  - Système U
  - Winamax

## Affluence et télévision

### Affluence
L'affluence à domicile du FC Nantes atteint un total de 479.297 spectateurs en 19 rencontres de Ligue 1, soit une moyenne de 25.226/match.
Affluence du FC Nantes à domicile

### Retransmission télévisée
| Diffuseur              | Rencontres | Pourcentages |
| ---------------------- | ---------- | ------------ |
| beIN Sports            | 31         | 72,09%       |
| Eurosport 2            | 4          | 9,30%        |
| Co-diffusion BeIN & C+ | 4          | 9,30%        |
| Canal+                 | 3          | 6,98%        |
| France 3               | 1          | 2,33%        |
| Non-diffusé            | 0          | 0%           |
| Total                  | 43         | 100%         |

Lors de la saison 2015-2016 de Ligue 1, comme lors de la saison précédente, la Ligue de football professionnel (LFP) choisit de prendre exemple sur les championnats étrangers et d'étaler les matchs sur les trois jours du week-end et sur plusieurs tranches horaires. Ainsi la journée de championnat débute le vendredi soir à 20h30, se continue le samedi à 17 h, puis à 20h où quatre matchs sont diffusés en simultanés, et enfin le dimanche où trois rencontres sont diffusées respectivement à 14h, 17h et 21h pour l'affiche de la journée.
Pour cette nouvelle saison, les diffuseurs ne changent pas : Canal + retransmet les rencontres du samedi après-midi et du dimanche soir tandis que beIN Sport diffuse les matchs du vendredi, samedi soir et dimanche après-midi. Ces deux chaînes déboursent ainsi plus de 700 millions d'euros pour diffuser la Ligue 1. Ce chiffre ne cesse d'augmenter ses dernières années, notamment grâce à l'arrivée des stars dans le club de la capitale. Ces droits télévisés sont en partie reversés au FC Nantes et aux autres clubs du championnat selon leur classement. Ainsi, la formation nantaise a touché près de 15 millions d'euros pour la saison 2014-15.
En 2012, la LFP a revendu les droits de retransmission de la Coupe de la Ligue pour les saisons 2012-2016 au moins offrant, France Télévisions. En effet, alors que le diffuseur public avait maintenu son prix de 10 millions par an, Canal+ qui venait de perdre une bonne partie des droits de la Ligue 1, en avait proposé 15 millions pour une diffusion en crypté.